# Niek Kemps
Niek Kemps (* 1952 in Nijmegen) ist ein niederländischer Plastiker und Mixed-Media-Künstler.

## Leben und Werk
Niek Kemps ist 1952 in Nijmegen geboren und studierte von 1972 bis 1977 an der Academie voor Beeldende Kunsten in Arnhem. Er war sieben Jahre lang Dozent an der Rijksakademie van beeldende kunsten in Amsterdam. Niek Kemps lebt und arbeitet in Amsterdam und in Wenduine an der belgischen Küste.

„Kemps Plastiken öffnen sich oder sind transparent, so daß der Beobachter in das Werk eindringt. Durch ein verführerisches Spiel der Anziehung und der Abstoßung werden Betrachter und Umgebung in das Werk aufgenommen und aufgelöst. Die Farben sind  oft verlockend, tief und stoßen zugleich durch ihren harten Glanz ab. Dann stellt sich heraus, daß das Innere kein Zentrum ist, sondern eine Passage.“

## Ausstellungen (Auswahl)
- 2003 Albedo Skulptur Biennale Münsterland, Beckum Kuratorin: Saskia Bos
- 1997 Museum Boijmans Van Beuningen, Rotterdam
- 1993 45. Biennale di Venezia, niederländischer Pavillon, Venedig
- 1992 Van Abbemuseum, Eindhoven
- 1987 documenta 8, Kassel
- 1987 2 × 2 aus Holland Armando, Visser, Daniëls, Kemps, Bonner Kunstverein, Bonn
- 1986 Wat Amsterdam Betreft... / As Far As Amsterdam Goes... Stedelijk Museum, Amsterdam